# Rie Hiroe
Rie Hiroe ook Rie Hiroe-Lang (Tokio, 1965) in een Japans organist. 

## Levensloop
Hiroe kreeg haar eerste pianolessen toen ze vier was. Ze studeerde verder op dit instrument en behaalde haar bachelor muziek in 1986 aan het Conservatorium van Tokio. 
Ze vervolgde met studies orgel in de Kunsthogeschool van Tokio en aan het Conservatorium van Hannover waar ze haar diploma behaalde in maart 1994. In 1995 voleindigde ze haar studies in Tokio met een Master in Muziek. Ze keerde naar Duitsland terug en volgde er de lessen van Ludger Lohmann aan het Conservatorium van Stuttgart, studies die ze beëindigde in maart 1998. 
Rie Hiroe-Lang nam deel aan verschillende orgelwedstrijden en behaalde prijzen:
- 1993: Speciale prijs in de orgelwedstrijd van St Albans'
- 1993: Derde prijs in het orgelconcours van Wiesbaden
- 1994: Erediploma in de Praagse Lente
- 1994: Derde prijs in het concours van Neurenberg ("Prix Pachelbel")
- 1994: Eerste prijs in Odense
- 1995: Tweede prijs in Spire
- 1996: Speciale prijs in Leipzig
- 1996: Tweede prijs Musashino Tokyo en 1996
- 1997: Tweede prijs in de internationale orgelwedstrijd van Brugge, in het kader van het Festival Musica Antiqua.
- 1998: Grote prijs voor interpretatie en Publieksprijs in de Internationale orgelwedstrijd in Chartres.

Ze heeft vervolgens veel concerten gegeven zowel in Europa als in de Verenigde Staten, in Latijns-Amerika en Japan. 
Hiroe, echtgenote Lang, is hoogleraar aan de Muziekhogeschool van Tokio.
- Gemeinsame Normdatei: 1106409582
- MusicBrainz: 982094ec-7d6a-410a-8026-cfbfbd5146d1
- Virtual International Authority File: 34146937803513832002